# Leucauge medjensis
Leucauge medjensis är en spindelart som beskrevs av Roger de Lessert 1930. Leucauge medjensis ingår i släktet Leucauge och familjen käkspindlar.
Artens utbredningsområde är Kongo. Inga underarter finns listade i Catalogue of Life.